# Всесоюзное географическое общество в блокаду

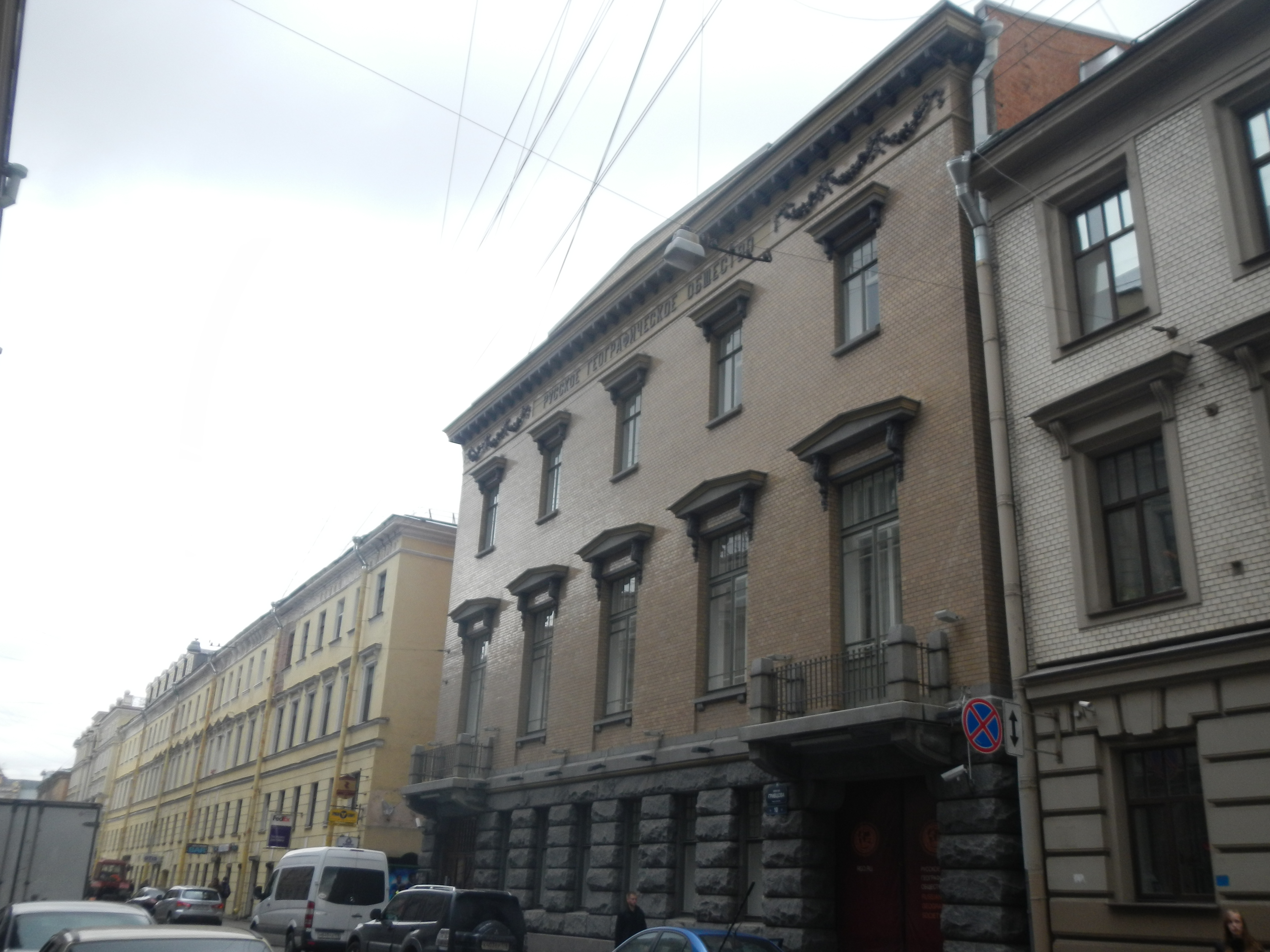
Русское географическое общество, Санкт-Петербург.

Всесоюзное географическое общество в блокаду — работа сотрудников общества: картографов, гидрологов, метеорологов, географов, библиотекарей и архивистов в дни блокады Ленинграда во время Великой Отечественной войны.

## История
Всесоюзное географическое общество (официальное название Русского географического общества в военный период), как и многие учреждения Ленинграда в годы войны, не прекращало работу даже в дни блокады. В войну сводки погоды стали военной тайной, географические знания требовались военным практически каждый день.
Топографических карт не было, так как отступления на большие расстояния не предусматривались военной доктриной СССР. Географы заново создавали карты, РГО обеспечивало военнослужащих картами на протяжении всей войны, предоставляя необходимые географические данные.
В городе был создан особый Комитет Русского географического Общества, которое было оставлено в городе по распоряжению Президиума Академии наук СССР. Для эвакуации требовалось особое распоряжение соответствующих органов власти.
Сотрудниками Общества составлялись карты, уточняли геодезические и гидрологические особенности местности, сведения о рельефе там, где проходили бои.
Срочно готовились и издавались брошюры по специальным заданиям Управления внутренней обороны Ленинграда, подбиралась необходимая информация и карты, поскольку большинство топографических карт 1941 года остались на оккупированных территориях. Топографических карт порой не было даже у командиров дивизий, тем более — у командиров других подразделений.
Помимо карт подготавливались разные сведения об областях, в которых проходили военные действия, уточнялись любые детали, имеющие отношение к практическому решению военных задач.
Главными читателями научной библиотеки Общества в годы блокады были военные фронтов и военно-морских организаций

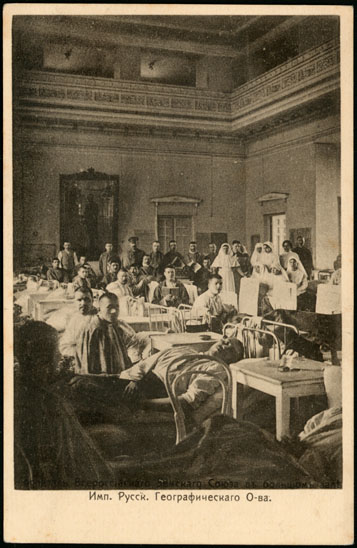
Госпиталь в Русском Географическом обществе в Первую мировую.

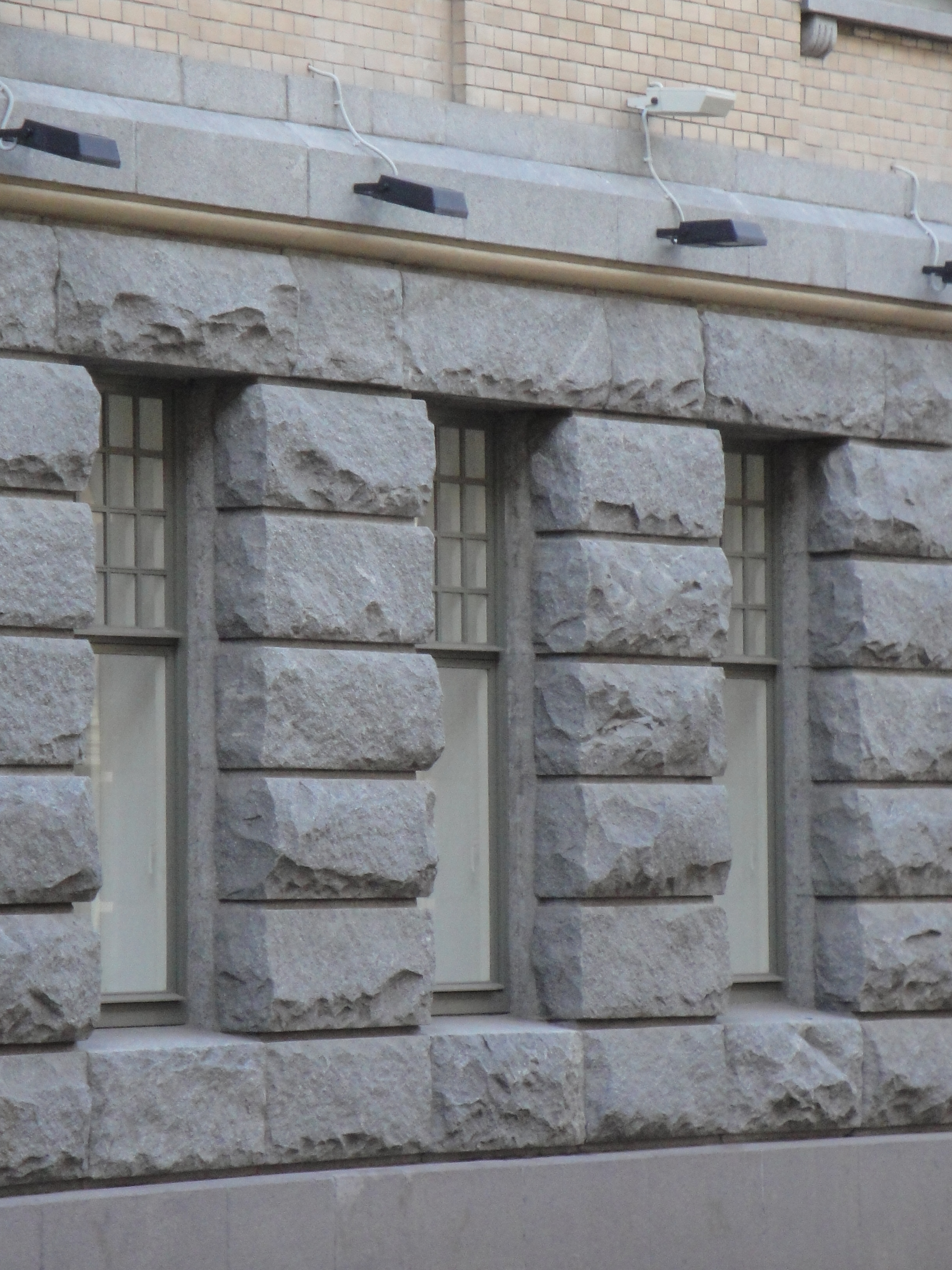
Следы от осколков на здании русского географического общества на первом этаже.

Велась работа по сохранению и охране наиболее ценных архивных материалов. Их подготавливали к перемещению и переносили в специально оборудованное помещение. В здании РГО уже в июле 1941 года находился госпиталь, как и в годы Первой мировой войны. Географы работали, а иногда и жили в помещениях библиотеки, зала Совета, архива, и склада.
На фронтах читались лекции — всего было прочитано бойцам Ленинградского фронта, на кораблях и в госпиталях более 2000 лекций по военной географии, экономической и политической обстановке.
Метеорологи работали в условиях крайне ограниченных данных и неполных синоптических карт, так многие метеоточки остались на оккупированных территориях. В европейской части метеорологические станции были только в Ленинграде и Москве. Данные с западного направления поступали от разведчиков, партизан и метеорологических десантов, действующих на территории врага. Ленинградские метеорологи использовали любые наблюдения: например, народные приметы, такие как цветность зорь. Высоту нижней кромки облаков определяли с помощью трассирующих пуль, запускали радиозонды, чтобы определить метеорологические показатели воздуха в разных слоях атмосферы.
Дорога жизни
В сентябре 1941 года в архиве Географического общества в срочном порядке готовили данные гидрометеорологам Балтийского флота, готовя статистические данные по установке ледового покрова на Ладожском озере, календарные графики и расчёты крепости льда. Данные нужны были для технического проекта Дороги жизни. Гидрологи, метеорологи Общества, библиотекари и работники архива через две недели подготовили сведения о свойствах ледяного покрова, деформации и вязкости льда, его ломкости, грузоподъёмности, собрали данные долговременных наблюдений за температурой таяния льда с 1845 года, а также собрали необходимые сведения о рельефе дна Ладожского озера. Отчёт с обработанными данными и расчётами был оформлен и представлен в Смольный.
Карта Победы
Географы, получив приказ на составление плана-карты Берлина, сделали её за три месяца, систематизируя сведения большого количества немецких карт, энциклопедических изданий, книг и журналов. План города чертили вручную — каждый знак и контур, используя фотографии и рисунки Берлина. Работали сутками.
Из воспоминаний топографа Елизаветы Черняк:
Обстановка в части была, как на фронте. Ночевали мы здесь же, укрываясь одной шинелью, нещадно мёрзли в нетопленных помещениях. Во время бомбёжек и обстрелов не ходили в бомбоубежище
Обстановка в части была, как на фронте. Ночевали мы здесь же, укрываясь одной шинелью, нещадно мёрзли в нетопленных помещениях. Во время бомбёжек и обстрелов не ходили в бомбоубежище.
В декабре 1943 года специальный самолёт вёз план Берлина в Ставку. Работу советских военных картографов в 1943 году признал авторитетный немецкий журнал «Petermans geographiscdie Mittellungen»:
В Советской России было создано картографическое производство, которое по своим планам, широкой организации, объёму работ и их качеству превосходит все то, что до сего времени где-либо осуществлено.
Главным источником информации и центром географических знаний во время блокады стала Научная библиотека Географического общества. Она была единственной, в которую регулярно ходили военные, библиотека осталась в городе, чтобы необходимые книги могли быть выданы в любое время — библиотекари и архив работали в круглосуточном режиме.
Заведующая архивом РГО, Мария Матвеева, вспоминала:
Они использовали литературу для оборонной работы. По предварительным запросам сотрудники библиотеки подбирали литературу. Приходили по требованию, но я знаю, что люди даже жили в библиотеке.
Для Института географии подбирали карты фенологических наблюдений, Наркомату ВМФ требовались карты Швеции и Норвегии, для гидрометслужбы Балтийского флота — данные колебания температур на Балтике за столетний период. В августе 1942 года рельефные карты Кавказа из архивов Географического общества помогли военным остановить продвижение гитлеровских войск на Владикавказ.

## Быт
Условия, в которых приходилось работать сотрудникам Общества, были такие же, как и у остальных жителей города: сниженные нормы выдачи хлеба для служащих — 125 граммов хлеба в день, постоянные обстрелы. В декабре 1941 года от разорвавшегося снаряда вспыхнул пожар, сотрудники РГО спасали книги в читальном зале и библиотеке. Горный и Географический музеи были серьёзно повреждены. У некоторых сотрудники РГО началась цинга. Член Общества Екатерина Алексеевна Галкина придумала способ борьбы с этим заболеванием. В Охтинском лесничестве резали еловые и сосновые ветки, затем с них ощипывали хвою. Для сотрудниц установилась норма: 800 граммов в день. Хвою разминали простыми булыжниками, клали в подкислённый раствор, фильтровали и пили.
Исполняющий обязанности Учёного секретаря Общества Виталий Иванович Ромишовский жил в здании Общества и был его «несменяемым дежурным», ежедневно ведущим дневник. Из блокадного дневника Виталия Ромишовского:
24 января 1942 год. Прибавили хлеба: рабочим и иждивенцам по 50 грамм, служащим 100 грамм. Ток дали в 9.30, выключили в 10.25. Радостные вести сводки и прибавка хлеба вызвали сильный подъём. Есть ещё частные сведения о прорыве нами фронта у Тосно. Тока более не давали. Тревоги не было. Мороз –30 градусов.
Из 22 сотрудников, работавших в здании Географического общества во время блокады в Великую Отечественную войну, погибли 12 человек.
О работе географов при финансовой поддержке Русского географического общества снят военно-исторический документальный фильм «Географы — Великой Победе» в 2015 году. Автор и режиссёр Владимир Шуванников.